# レイチェル・ジャリー
レイチェル・ジャリー（Rachel Jarry、1991年12月6日 - ）は、オーストラリアの女子プロバスケットボール選手。ビクトリア州メルボルン生まれウィリアムズタウン出身。ポジションはシューティングガード/スモールフォワード。オーストラリア代表。

## 経歴
2007年、15歳でWNBLのダンデノング・レジャーズにリストアップされるが、「オーストラリア国立スポーツ研究所」の奨学生となる。
2009年、メルボルン・ブーマーズ加入。
2015年、サウスイーストクイーンズランド・スターズに移籍。

### WNBA
2011年のWNBAドラフトでアトランタ・ドリームに全体18位で指名されるが、交渉権がミネソタ・リンクスにトレードされる。
WNBAでのプレーは1シーズンにとどまったが、リンクスのWNBA制覇を経験した。

## ナショナルチーム
2012年、オーストラリア代表に初選出。ロンドンオリンピックで銅メダルを獲得。
2014年世界選手権でも銅メダル獲得。